# Niedersächsisches Jahrbuch für Landesgeschichte
Das Niedersächsische Jahrbuch für Landesgeschichte bildet laut seinem Untertitel die „Neue Folge der Zeitschrift des Historischen Vereins für Niedersachsen“. Herausgeberin des seit 1930 herausgegebenen Jahrbuchs ist die Historische Kommission für Niedersachsen und Bremen; anfangs war es die Historische Kommission für Hannover, Oldenburg, Braunschweig, Schaumburg-Lippe und Bremen. Zeitweilig lautete der Zusatz auch „Organ des Historischen Vereins für Niedersachsen in Hannover“.
Sämtliche Bände, inklusive der ab 1924 erschienenen Vorgängerzeitschrift Niedersächsisches Jahrbuch, stellt die Historische Kommission bis zum drittletzten erschienenen Band zum Download des jeweiligen Jahrgangs auf ihrer Seite (siehe Abschnitt Weblinks)
Dem Jahrbuch waren die Beilagen Nachrichtenblatt für Niedersachsens Vorgeschichte und die Nachrichten aus Niedersachsens Urgeschichte zugegeben.